# Naim Qassem
Naim Mohammad Qassem (Kfar Fila, fevereiro de 1953) é um clérigo e político xiita libanês que se tornou secretário-geral do Hezbollah em 29 de outubro de 2024, a quarta pessoa a ocupar o cargo. Ele participou da fundação do Hezbollah em 1982 e anteriormente serviu como o primeiro secretário-geral adjunto de 1991 a 2024.
Nascido em Kfar Fila, Qassem obteve seu mestrado em química pela Universidade Libanesa em 1977. Trabalhou como professor de química antes de ingressar no Amal, um movimento político liderado por Musa al-Sadr. Estudou teologia com Mohammad Hussein Fadlallah.
Após a Revolução Iraniana, ajudou a fundar o Hezbollah. Em 1991, foi nomeado secretário-geral adjunto do secretário-geral Abbas al-Musawi, cargo que manteve sob o sucessor de Al-Musawi, Hassan Nasrallah. Liderou as campanhas eleitorais do partido e ocupou um papel intelectual e ideológico de destaque.
Após o assassinato de Hassan Nasrallah em setembro de 2024, foi nomeado secretário-geral interino. Um mês depois, em outubro, Qassem foi eleito secretário-geral após o possível sucessor de Nasrallah, Hashem Saffiedine, ter sido assassinado por ataques israelenses.

## Infância e educação
Qassem nasceu em fevereiro de 1953 em Kfar Fila, em uma família xiita com origens na cidade. Ele cresceu em Beirute. Estudou teologia e teve como professor Mohammad Hussein Fadlallah. Ele obteve o bacharelado e o mestrado em química pela Universidade Libanesa, concluindo seus estudos em 1977.

## Carreira
Qassem iniciou sua carreira como professor de química por alguns anos.
Qassem foi um dos fundadores da União Libanesa de Estudantes Muçulmanos, criada na década de 1970. Ele ingressou no Movimento Amal quando este era liderado por Musa al-Sadr, mas saiu em 1979. Qassem foi chefe da Associação para a Educação Religiosa Islâmica de 1974 a 1988. Ele também atuou como consultor das escolas al-Mustafa. Qassem participou das atividades de fundação do Hezbollah.
Em 1991, tornou-se secretário-geral adjunto do Hezbollah. Abbas al-Musawi o nomeou para essa função, que ele manteve quando al-Musawi foi sucedido por Hassan Nasrallah em 1992.
Qassem tem conduzido as campanhas políticas do Hezbollah para as eleições parlamentares desde as eleições gerais libanesas de 1992, que foi a primeira vez que participaram. Nos anos que antecederam 2024, Qassem tem sido "há muito tempo um dos principais porta-vozes do Hezbollah".

### Secretário-Geral do Hezbollah
Qassem foi eleito secretário-geral do Hezbollah em 29 de outubro de 2024, após o assassinato israelense do líder anterior, Hassan Nasrallah, no ataque à sede do Hezbollah em 2024, e de seu sucessor, Hashem Safieddine, em 3 de outubro.[carece de fontes?]

## Obras e opiniões
Em 2002, Qassem publicou o livro Hizbullah: The Story from Within ("Hezbollah: A História de Dentro"), que foi revisado e atualizado quatro vezes, a mais recente delas em 2010. Em agosto de 2011, Qassem compareceu à cerimônia de lançamento da oitava edição de seu livro, onde declarou: "Bilhões de dólares nos foram oferecidos para reconstruir o sul do Líbano, empobrecido, e, em troca, entregar nossas armas e interromper o trabalho da resistência. Mas dissemos a eles que não precisávamos e que a resistência continuaria, independentemente das consequências."
Em 2009, Mustafa Badreddine substituiu Imad Mughniyeh como chefe das atividades militares do Hezbollah. Qassem não apoiou a mudança, favorecendo seu parente Samir Shehade.

## Vida pessoal
Qassem é casado e tem seis filhos.